# Mirkka Rekola
Mirkka Elina Rekola, född 26 juni 1931 i Tammerfors, död 5 februari 2014 i Helsingfors, var en finländsk poet, aforistiker och essäist. Hon debuterade 1954 med diktsamlingen Vedessä palaa ("Det brinner i vattnet"). Rekolas poesi var påverkad av finlandssvensk modernism och orientalisk dikt.
Ellerströms förlag har gett ut två antologier av Rekolas poesi i svensk översättning, Glädje och asymmetri med dikter från 1960- till 1980-talen och En gynnsam plats för hjärtat med dikter från 1990- och 2000-talen.

## Priser och utmärkelser
- 1979 – Eino Leino-priset[4]
- 1992 – Pro Finlandia-medaljen[5]
- 1995 – Finlandspriset[6]
- 1997 – Den dansande björnen[7]